# Von Thun und Hohenstein

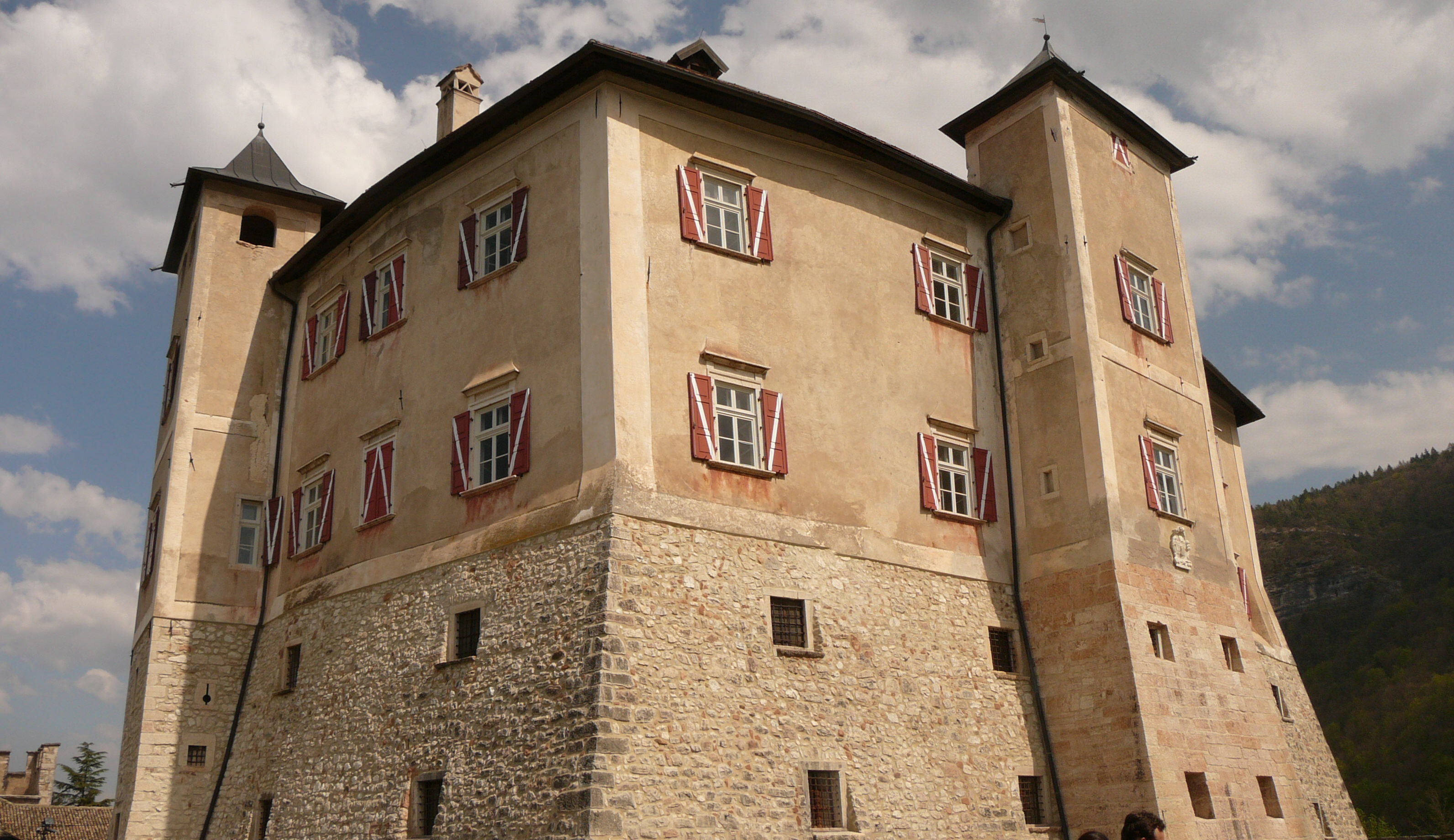
Burcht Thun, stamslot van de familie

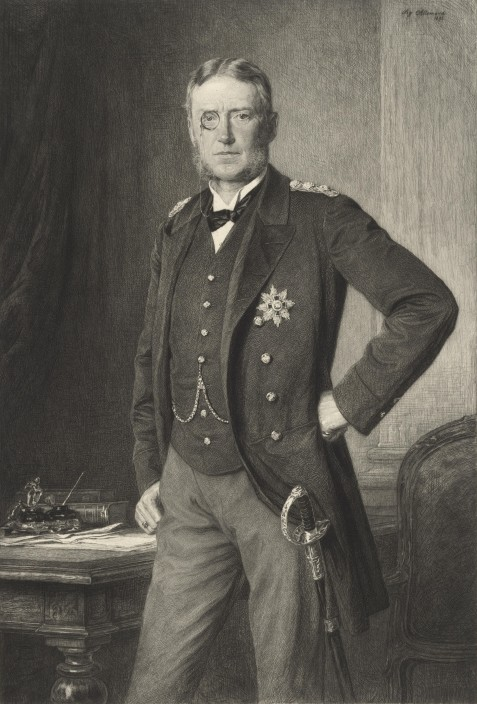
Franz 1e Fürst von Thun und Hohenstein (1847-1916)

Von Thun und Hohenstein is een oud- en hoogadellijk geslacht uit Oostenrijk.

## Geschiedenis
De stamreeks begint met de uit Tirol afkomstige Bertholdus de Tonno die in 1145 wordt vermeld en met de in 1187 vermelde Manfredinus de Tonno. In 1448 en 1558 werden erfelijke, adellijke functies van schenker toegekend aan leden van de familie. In 1447 werden leden baron des H.R.Rijk, in 1629 volgde de titel van graaf van het H.R.Rijk. In 1879 volgde de benoeming tot erfelijk lid van het Oostenrijkse Hogerhuis. In 1911 volgde de verlening van de titel van Fürst met het predicaat doorluchtigheid bij eerstgeboorte; de andere leden dragen de titel van graaf/gravin.

## Enkele telgen
Friedrich Graf von Thun und Hohenstein (1810-1881), erfelijk lid van het Oostenrijkse Herenhuis
- Franz 1e Fürst von Thun und Hohenstein (1847-1916), stadhouder en minister-president van Bohemen, erfelijk lid van het Oostenrijkse Herenhuis
- Jaroslav 2e Fürst von Thun und Hohenstein (1864-1929), erfelijk lid van het Oostenrijkse Herenhuis
  - Franz Anton 3e Fürst von Thun und Hohenstein (1890-1973), ridder in de Orde van het Gulden Vlies
    - Christoph 4e Fürst von Thun und Hohenstein (1918-1990)
      - Franz 5e Fürst von Thun und Hohenstein (1948), econoom; trouwde in 1980 met Europarlementariër Róża Woźniakowska (1954)